# Afrancesado
 (décembre 2022).
Si vous disposez d'ouvrages ou d'articles de référence ou si vous connaissez des sites web de qualité traitant du thème abordé ici, merci de compléter l'article en donnant les références utiles à sa vérifiabilité et en les liant à la section « Notes et références ».

La dénomination d’afrancesado (« francisé », « francophile ») ou bien encore « Josefinos » (), dont l'emploi se généralise en Espagne au XVIIIe siècle, s'applique en particulier aux membres de l'élite espagnole ayant juré fidélité en 1808 au roi français Joseph-Napoléon Ier, qui occupe le trône d'Espagne après les abdications de Ferdinand VII et de Charles IV, sous les pressions de Napoléon.
Ce nom désigne ensuite tous les Espagnols qui, durant l’occupation française (1808-1814), ont collaboré avec les Français. Leur engagement était motivé soit par intérêt personnel, soit parce qu’ils pensaient que le changement de dynastie favoriserait la modernisation de l’Espagne. En général, leur niveau d’instruction était très élevé ; la grande majorité des afrancesados constituait la classe intellectuelle du pays. Beaucoup participèrent à l’élaboration de la Constitution de Bayonne de 1808. Un petit groupe d’entre eux avait des idées ouvertement révolutionnaires ; ceux-là reçurent le surnom de jacobins. Beaucoup d’entre eux, les plus influents, appartenaient à des loges maçonniques bonapartistes, comme la loge madrilène Santa Julia, la Loge Joséphine ou la grande loge de Manzanares (Ciudad Real).

## Origine du nom

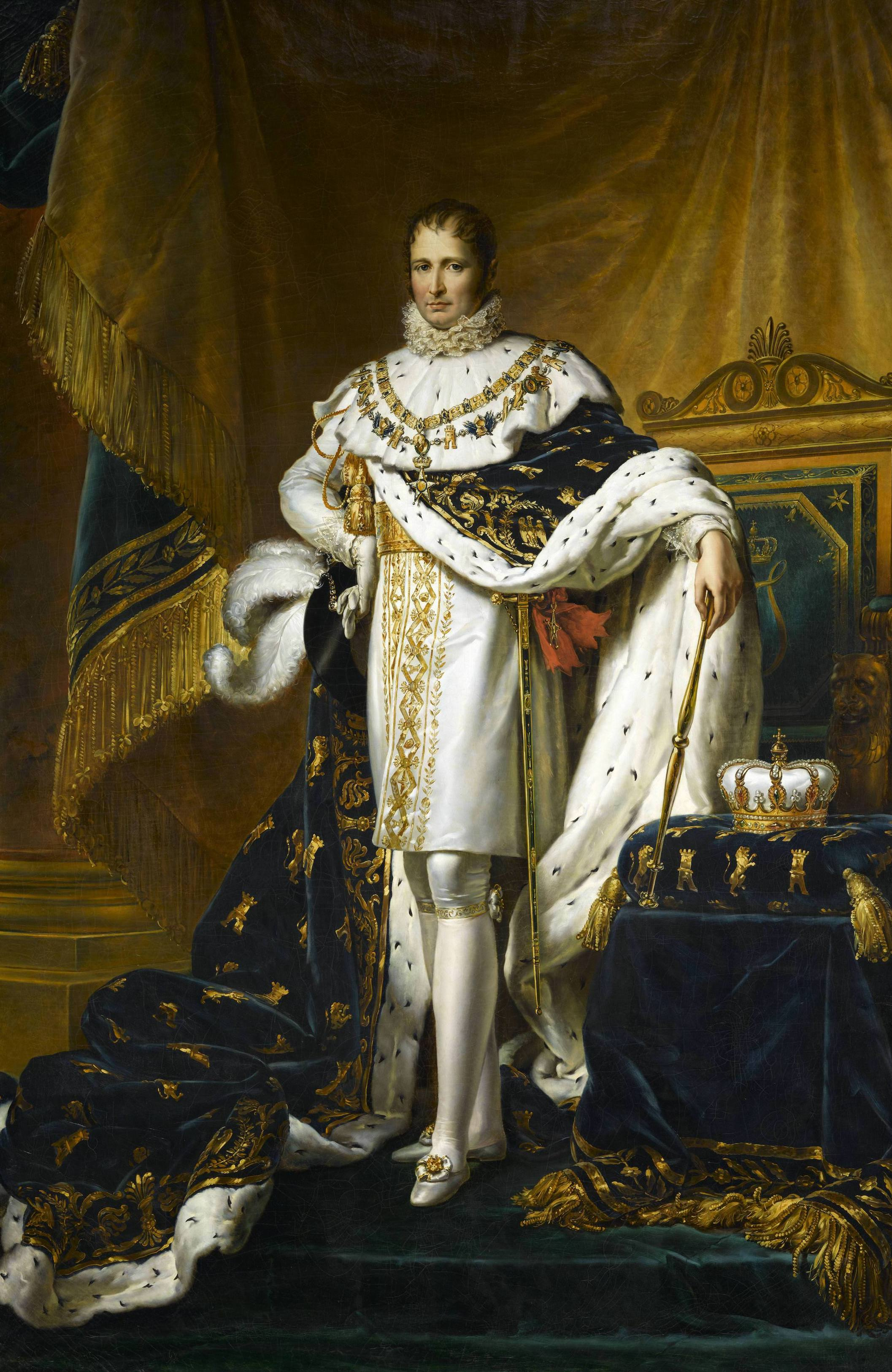
Joseph-Napoléon Ier d’Espagne

Déjà au temps de Charles III (Règne de 1759 à 1788), le terme d’afrancesado avait été utilisé pour désigner ceux qui adoptaient les coutumes et les modes françaises. Après l’éclatement de la Révolution française, le nom acquiert des connotations politiques et désigne ceux qui étaient sensibles à la pensée révolutionnaire. Le sens péjoratif du terme apparut seulement lors de l’engagement des intellectuels et fonctionnaires au côté de Joseph-Napoléon Ier.

## Collaborateurs ou patriotes
Le roi Joseph-Napoléon Ier se trouva face à un peuple qui n’acceptait pas l’invasion, qui considérait comme un outrage l’occupation de son pays par les troupes françaises et qui était disposé à lutter. Le roi était un homme convaincu de pouvoir conduire une réforme politique et sociale en Espagne, en transportant une partie de l’esprit de la Révolution française dans la société absolutiste espagnole. Les intellectuels et les fonctionnaires les mieux préparés croyaient en cette mission régénératrice de Joseph-Napoléon Ier. Leandro Fernández de Moratín le poussait à construire une société basée sur la « raison, la justice et le pouvoir ».
Durant la Guerre d’indépendance, les afrancesados essayèrent de jeter un pont entre les absolutistes et les libéraux. Ils se sont en réalité attiré la haine des deux partis, les uns les traitant de Français et les autres d’Espagnols. Dans leurs écrits, ils ont montré le désir manifeste de recueillir l’acquis révolutionnaire français ; ils pensaient pouvoir par ce moyen tenir le pays à l’écart des guerres napoléoniennes. De fait, en 1809, ils se sont opposés (mais sans y parvenir) à la division administrative que Napoléon essayait d’établir en Espagne avec la séparation de la Catalogne, de l’Aragon, de la Navarre et de la Biscaye, Plus tard ils ont essayé d’intervenir aux Cortes de Cadix pour obtenir à un accord qui surmonte les différends au sujet de la Constitution de Bayonne, mais ils seront rejetés également.

## Chemins de l’exil
En 1812, les Cortes de Cadix approuvèrent deux résolutions qui confisquaient tous les biens de la cour de Joseph Ier et de ceux qui avaient collaboré avec l’administration de celui-ci. Après la bataille de Vitoria au milieu de 1813 et la chute du roi, toute la cour passa en France. Avec elle, prirent le chemin de l’exil ceux qui, d’une manière ou d’une autre, s’étaient compromis avec le régime. Parmi eux, on trouve des ecclésiastiques, des membres de la noblesse, des militaires, des juristes et des écrivains. On peut citer Juan Sempere y Guarinos, les journalistes Javier de Burgos, Sebastián de Miñano, Alberto Lista, José Mamerto Gómez Hermosilla, Manuel Narganes et Fernando Camborda ; les écrivains Juan Meléndez Valdés, Pedro Estala, Juan Antonio Llorente, Leandro Fernández de Moratín, José Marchena et Félix José Reinoso, les érudits José Antonio Conde, Martín Fernández de Navarrete et Francisco Martínez Marina, et Mariano Luis de Urquijo, ex-ministre, les évêques auxiliaires de Saragosse et de Séville, le général Gonzalo O'Farrill, le colonel Francisco Amoros et beaucoup d’autres. Partent également vers la France, mais pas exactement comme exilés, ceux qui avaient été emprisonnés sous le règne de Joseph Ier.

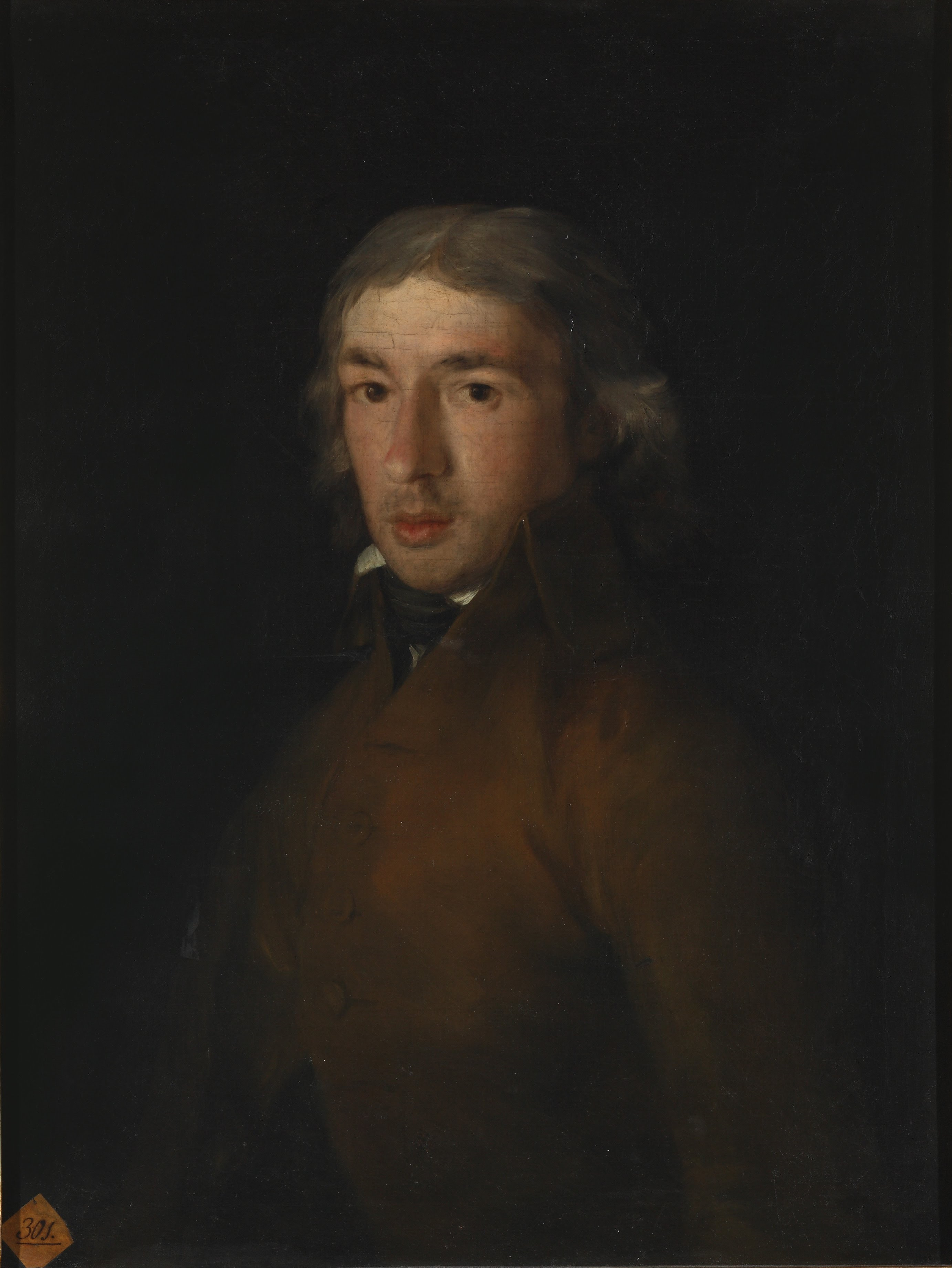
Leandro Fernández de Moratín par Goya.

On calcule que plus de 4 000 Espagnols se sont retrouvés en France au moment le plus critique de l’émigration, bien que d’autres sources chiffrent ce nombre à 12 000. Tous leurs espoirs reposaient sur Ferdinand VII, qui avait signé avec Napoléon un accord selon lequel ceux qui avaient servi Joseph Ier ne subiraient pas de représailles et pourraient jouir de tous leurs droits au retour du nouveau roi en Espagne.

## Persécution à l’intérieur du pays
Ferdinand VII se trouvait dans un exil doré mais fut contraint de signer le traité de Valençay pour recouvrer sa liberté et son trône. Pendant que certains empruntaient les routes vers l’étranger, lui retourne en Espagne. Le 4 mai 1814 il décrète la suspension des Cortes, limite la liberté de la presse et ordonne la poursuite de tous les afrancesados qui vivent sur le territoire espagnol, violant les accords de 1813. À partir de ce moment, les instructions du gouvernement sont inexorables, avec des mesures d’épuration dans toute l’administration. On décrète la confiscation des biens et les détentions massives qui conduisent de nombreux accusés dans les pénitenciers de Ceuta et Melilla. Concrètement Ferdinand VII adopta quatre dispositions avec leurs peines correspondantes. Elles poursuivaient ceux qui relevaient de l’une des conditions suivantes :
- les « collaborateurs[6] », serviteurs de l’occupation française ;
- ceux qui avaient obtenu des prébendes ou des honneurs sous le régime de Joseph Ier ;
- les « fonctionnaires coopérants » qui étaient ceux qui s‘étaient maintenus à leur poste de travail sans avoir participé activement au gouvernement ;
- et enfin ceux qui avaient simplement reçu une proposition pour occuper un poste, bien qu’ils l’aient rejetée.

## Le retour et la nouvelle fuite
D’un autre côté, Louis XVIII qui a retrouvé sa couronne, ne veut pas maintenir en France un nombre aussi élevé d’Espagnols exilés avec des idées libérales. Après plusieurs tentatives, il réclame la grâce qui permettra leur retour d’exil, ce qui survient en 1820, après le soulèvement de Cabezas de San Juan et le rétablissement de la Constitution de Cadix qui marque le commencement d’une courte période libérale. Evaristo Pérez de Castro décrète l’amnistie pour tous. Environ trois mille d’entre eux retournent dans leur patrie. La situation, cependant, se complique avec le retour de l’absolutisme en 1823, en conséquence de quoi beaucoup des afrancesados, maintenant accusés d’être libéraux, retraversent la frontière.

## La culture de l’exil
Les afrancesados représentaient une bonne partie de la culture et de l’intelligentsia espagnole de l’époque. Beaucoup d’entre eux furent des collaborateurs par pur intérêt pour obtenir des postes dans le royaume de Joseph Ier. Mais beaucoup d’autres croyaient sincèrement dans les idées libératrices que représentait la Révolution française, et y virent une chance pour la chute de l’absolutisme.
Leurs inquiétudes furent aussi peu entendues en Espagne, qu’en France. Tout leur travail resta obscurci par les allées et venues des situations politiques, tant espagnole que française entre 1812 et 1833, si turbulentes, en détruisant leurs apports. Leur situation en France était juridiquement étrange. Il n’existait pas de règles pour l’accueil des réfugiés politiques et, dans de nombreux cas, on leur appliqua la condition d’apatrides. Le 21 avril 1832, la loi leur ordonna d’abandonner la France ou, en tout cas, de demeurer dans des localités déterminées. Les traductions en espagnol de Voltaire et Montesquieu proliférèrent ; ils traduisirent en français une partie de l’œuvre juridique espagnole et réalisèrent des études pour l’introduction du papier monnaie ; ils ont ainsi poursuivi le travail du Siècle des Lumières.
Il s’agit probablement du premier exil massif pour des raisons politiques qui s’est produit en Espagne au cours de l’histoire.

### Afrancesadoscélèbres
- Francisco Amoros
- Fernando Sor
- Javier de Burgos
- François Cabarrus
- Fernando Camborda
- José Antonio Conde
- Pedro Estala
- Leandro Fernández de Moratín
- José Mamerto Gómez Hermosilla
- Francisco de Goya
- Alberto Lista y Aragón
- Juan Antonio Llorente
- José Marchena
- Francisco Martínez Marina
- Juan Meléndez Valdés
- Sebastián Miñano
- Manuel Narganes
- Martín Fernández de Navarrete
- Gonzalo O'Farrill y Herrera
- Manuel José Quintana
- Félix José Reinoso
- Mariano Luis de Urquijo
- Cipriano de Palafox y Portocarrero